# Blai Justo
Blai Justo és un violinista espanyol nascut a Madrid el 1966. Als 3 anys la seva família es traslladà a Mallorca.
Estudia el violí al Conservatori de les Illes Balears i assisteix a cursets i a classes amb Barry Sargent i Nery Monterroso, entre d'altres. Seguidament, es trasllada a Madrid per a cursar el Grau Superior en el Conservatori de San Lorenzo de El Escorial amb els professors Francisco Javier Comesaña i Palina Katliarskaia. Paral·lelament, i gràcies a una beca de la Universitat de Salamanca, assisteix durant 7 anys als cursos d'especialització en violí barroc de l'Acadèmia de Música Antiga d'aquesta universitat, amb els professors Ángel Sampedro, Sigiswald Kuijken, Emilio Moreno, Simon Standage i Win ten Have.
L'any 1995 supera les proves d'accés al Koninkljik Conservatorium de Brusel.les, on estudia violí barroc amb Sigiswald Kuijken i els seus assistents François Fernandez i Luis Otavio Santos. El 2000 obté el Meestergraad en violí barroc.
Abans de finalitzar els seus estudis, Blai Justo ha assolit una sòlida posició dins el món de la música antiga. Col·labora amb els grups La Petite Bande, Ricercar Consort, Il Fondamento, Collegium Vocale Gent, L'Orchestre des Champs Élysées, Anima Eterna, Les Agrémens, Il Gardellino, Les Buffardins, etc. I en formacions de cambra amb Wieland Kuijken, Frank Theuns, Ryo Terakado, Philippe Pierlot, Guillermo Femenías, etc.
Participa en mig centenar de produccions discogràfiques i a gires de concerts per tot el món. Destaca el seu CD dedicat a la integral de sonates per a violí i baix del compositor espanyol del segle xviii Juan de Ledesma per al segell discogràfic alemany Ramée.
Blai Justo és actualment professor de violí al Conservatori Professional de Música i Dansa de Mallorca, i docent dels Cursos de Violí Barroc i Música Antiga organitzats per Barroc Mallorca.